# Notophthiracarus spurcus
Notophthiracarus spurcus är en kvalsterart som beskrevs av Wojciech Niedbała och Matthew J. Colloff 1997. Notophthiracarus spurcus ingår i släktet Notophthiracarus och familjen Phthiracaridae. Inga underarter finns listade i Catalogue of Life.